# Łotok

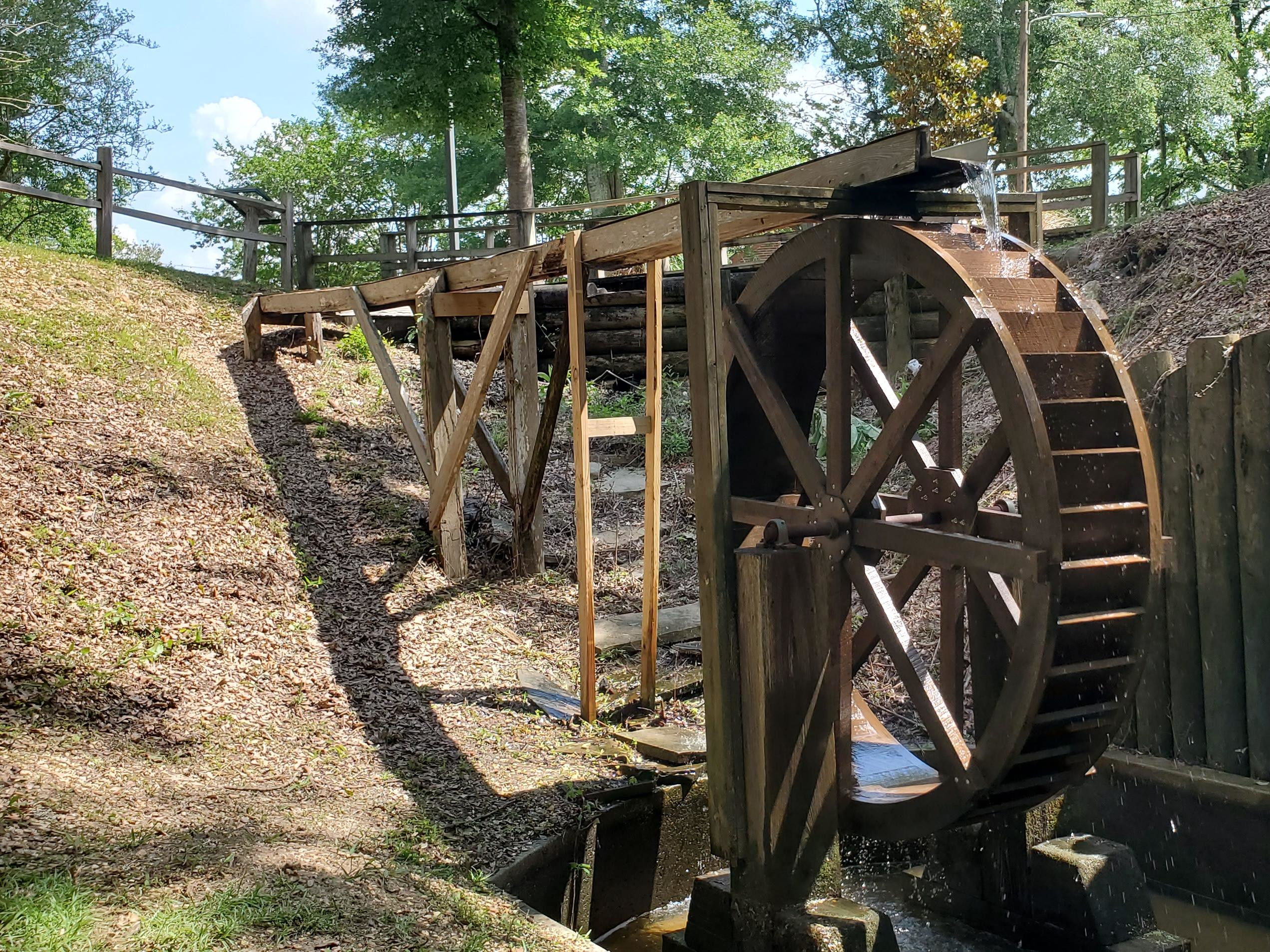
Łotok (bezpośrednio nad kołem wodnym)

Łotok – ostatnia, drewniana część koryta wodnego zlokalizowana bezpośrednio przed kołem wodnym np. w tartaku, czy młynie wodnym.
W obrębie łotoku znajdują się zastawki (klapy) służące do uruchamiania lub zatrzymywania koła wodnego. Łotok wsparty jest na kobylicach drewnianych lub murowanych. W przypadku funkcjonowania kilku kół w łotoku strumień wodny rozdzielany był na poszczególne koła.
Na Żuławach łotokiem nazywano kanał odprowadzający nadmiar wód lub ścieki.